# حمله با چاقو ۲۰۱۹ کاواساکی
حمله با چاقو ۲۰۱۹ کاواساکی (انگلیسی: Kawasaki stabbings) در صبح روز ۲۸ مه در شهر کاواساکی، استان کاناگاوا، ژاپن، چهار بلوک غرب ایستگاه نوبوریتو رخ داد.
۱۹ نفر، از جمله ۱۶ کودک دانش‌آموز، توسط یک مرد ۵۰ ساله در یک ایستگاه اتوبوس شهر مورد حمله با چاقو قرار گرفتند. دو نفر، یک دختر ۱۲ ساله و یک مرد ۳۹ ساله کشته شدند. این مظنون پس از حمله با ضربه چاقو خود را کشته شد.

## شرح واقعه
در ساعت ۷:۴۴ صبح روز ۲۸ مه ۲۰۱۹ یک مرد ۵۰ ساله در حالی که دو چاقو در دو دستش داشت در یک ایستگاه اتوبوس در نزدیکی ایستگاه توبوریتو شهر کاواساکی، کاناگاوا، ژاپن به مردمی که در انتظار اتوبوس بودند حمله کرد و ۱۵ دانش‌آموز ابتدایی یک مدرسه خصوصی کاتولیک و ۲ فرد بزرگسال را مجروح و یک دختر دانش‌آموز و یک مرد ۳۹ ساله را کشت. مرد ۵۱ ساله از اهالی آسائو-کو، کاواساکی در حالی که با چاقو بر روی زمین افتاده بود و از گردن خونریزی داشت، پیدا کردند. در کنار او دو چاقوی آشپزخانه خونین پیدا شد. این فرد در مسیر انتقال به بیمارستان درگذشت.